# Podoribates foveolatus
Podoribates foveolatus är en kvalsterart som först beskrevs av Hammer 1958.  Podoribates foveolatus ingår i släktet Podoribates och familjen Mochlozetidae. Inga underarter finns listade i Catalogue of Life.